# Yasuhiko Niimura
Yasuhiko Niimura (født 11. maj 1970) er en tidligere japansk fodboldspiller.
Han har spillet for flere forskellige klubber i sin karriere, herunder JEF United Ichihara.